# Isaac Ben Jacob
Isaac Ben Jacob (auch Isaak Benjakob, Eisig Ben Jakob etc.; * 10. Januar 1801 in Ramygala; † 2. Juli 1863 in Wilna) war ein russischer Publizist und Autor und der erste moderne hebräische Bibliograph. 

## Leben
Er lebte einige Zeit in Riga, später in Leipzig und seit 1848 in Wilna. Er war Mitarbeiter von Julius Fürst, war dann – nach Erscheinen seines Erstlingswerkes, eines Buches über die hebräische Dichtkunst – Herausgeber der Schriften einiger älterer hebräischer Autoren und arbeitete an einer groß angelegten Bibelausgabe mit (in hebräischen Lettern gedruckter) deutscher Übersetzung und beigegebenen Biuristen-Kommentaren (17 Bände, Wilna 1848–1853), die von großer Bedeutung für die kulturelle Weiterentwicklung der Juden der östlichen Länder war.
1853 brachte Isaac Ben Jacob eine neu aufgelegte und kommentierte Ausgabe der Bibliographie Azulais Schem hagedolim heraus. Ben Jacobs Hauptwerk ist der Ozar hassefarim, Thesaurus librorum hebraeorum tam impressorum quam manuscriptorum, eine kritische Bibliographie aller bekannten und wichtigen hebräischen Schriften bis zum Jahr 1863 – herausgegeben in Wilna 1880 erst nach seinem Tod durch seinen Sohn Jacob Ben Jacob (1858–1926), der jahrzehntelang an der Fortführung des Werkes seines Vaters mit- und weiterarbeitete.
Isaac Ben Jacob verfasste darüber hinaus weitere Schriften, eine große Zahl an Zeitschriftenaufsätzen und hinterließ umfangreiche unveröffentlichte Manuskripte für hebräisch-deutsche Wörterbücher.

## Werke
- Oṣar has-sefarîm ; sefer erek̮ le-teqûnot sifrē Yiśra'ēl nidpasîm ew-kitbē yad ... Selbstverlag Jacob Ben Jacob, Vilnius 1880 (unveränderter Nachdruck mit zusätzlicher deutscher Titelübersetzung: Ozar ha-sepharim : Bücherschatz; Bibliographie der gesamten hebräischen Literatur mit Einschluss der Handschriften <bis 1863>. Sändig, Vaduz 1986)